# Posztamens

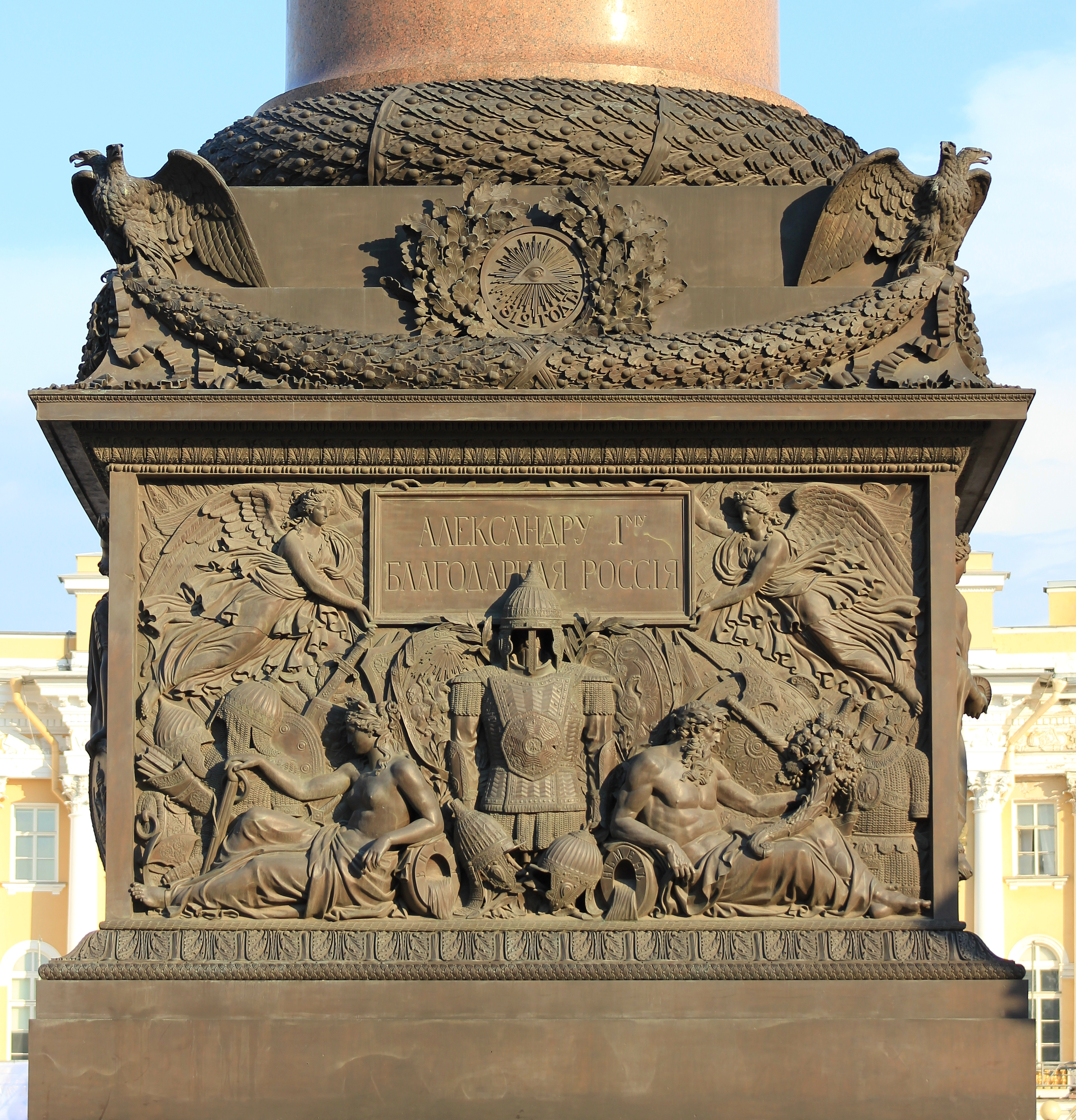
Posztamens

A posztamens (piedesztál) az építészetben az oszlopok zömök, négyzet keresztmetszetű, profilos fejezetekkel és lábazattal ellátott alépítménye (oszlopszék).
Gyakran félig önálló díszítő funkciót kaptak: ilyenkor nem oszlopot, hanem szobrokat, vázákat, egyéb dísztárgyakat helyeztek rájuk.
A szólás szerint akit vagy amit „piedesztálra állítanak” vagy „piedesztálnak” azt kitüntetett, kivételes figyelem és megbecsülés övezi.